# Јован Ветхопешчерник
Преподобни Јован Ветхопешчерник (8. век), јеромонах, је хришћански светитељ. У православљу се слави због својих подвига у пећини изнад манастира Ветха лавра (Стара лавра), који је у 4. веку основао св. Харитон Исповедник у Палестинској пустињи недалеко од Витлејема, близу Мртвог мора.
Преп. Јован је још у младости презрео путена задовољства и страсти и напустио дом. Обилазио је манастире и слушао поуке монаха. После поклоњења у Јерусалиму рукоположен је за презвитера у Сукијској лаври „Ветха лавра” св. Харитона и повукао се у његову стару пећину Архивирано на веб-сајту  (11. јануар 2019), која је првобитно била разбојничка јазбина и у њој се предао тешком посту, молитви и бдењу. Мирно је преминуо у дубокој старости у другој половини 8. века.
Због живота у старој пећини (пештери) назван је Ветхопешчерник или Ветхопештерник (Старопећаник), уместо Ветхолавриот. 
Српска православна црква слави га 19. априла по црквеном, а 2. маја по грегоријанском календару.
Руска православна црква слави га 19. априла по црквеном, а 2. маја по грегоријанском календару.
Бугарска православна црква слави га 19. априла по грегоријанском календару.
Римокатоличка црква не обележевa успомену на преп. Јована Ветхопешчерника.